# إنتويت
إنتويت هي شركة برمجيات أمريكية متخصصة في البرامج المالية. يقع المقر الرئيسي للشركة في ماونتن فيو، كاليفورنيا.